# Gornja Bejašnica
Gornja Bejašnica (cyr. Горња Бејашница) – wieś w Serbii, w okręgu toplickim, w mieście Prokuplje. W 2011 roku liczyła 19 mieszkańców.